# Sophus Broch
 Der er for få eller ingen kildehenvisninger i denne artikel, hvilket er et problem. Du kan hjælpe ved at angive troværdige kilder til de påstande, som fremføres i artiklen.

Henrik Sophus Boldæus Broch (født 23. november 1819 i Bragernes, Buskerud, død 19. oktober 1905 i Kristiania) var en norsk retslærd.
Broch blev cand. jur. 1846, ekspeditionssekretær 1864, justitiarius i Kristiania Stiftsoverret 1880 og konstitueret generalauditør 1889. Fra 1860 til 1904 var han lærer i kirkeret ved det praktisk-teologiske seminar ved Kristiania Universitet. Han udgav 1904 Norsk kirkeret. Broch stod den Johnsonske retning nær og deltog adskillig i de kirkelige forhandlinger.